# Sistema di radici
In matematica, un sistema di radici è una configurazione di vettori in uno spazio euclideo che soddisfa determinate proprietà geometriche. Il concetto è fondamentale nella teoria dei gruppi di Lie e delle algebre di Lie, in particolare nella teoria della classificazione e della rappresentazione delle algebre di Lie semisemplici. Poiché i gruppi di Lie (e alcuni analoghi come i gruppi algebrici) e le algebre di Lie sono diventati importanti in molte parti della matematica durante il ventesimo secolo, a dispetto della loro natura apparentemente particolare, i sistemi di radici vengono applicati in numerosi campi della matematica. Inoltre, lo schema di classificazione per i sistemi di radici, per mezzo dei diagrammi di Dynkin, si verifica in parti della matematica senza un collegamento palese con la teoria di Lie (come la teoria delle singolarità). Infine, i sistemi di radici sono importanti di per sé, come nella teoria dei grafi spettrali.

## Definizioni ed esempi

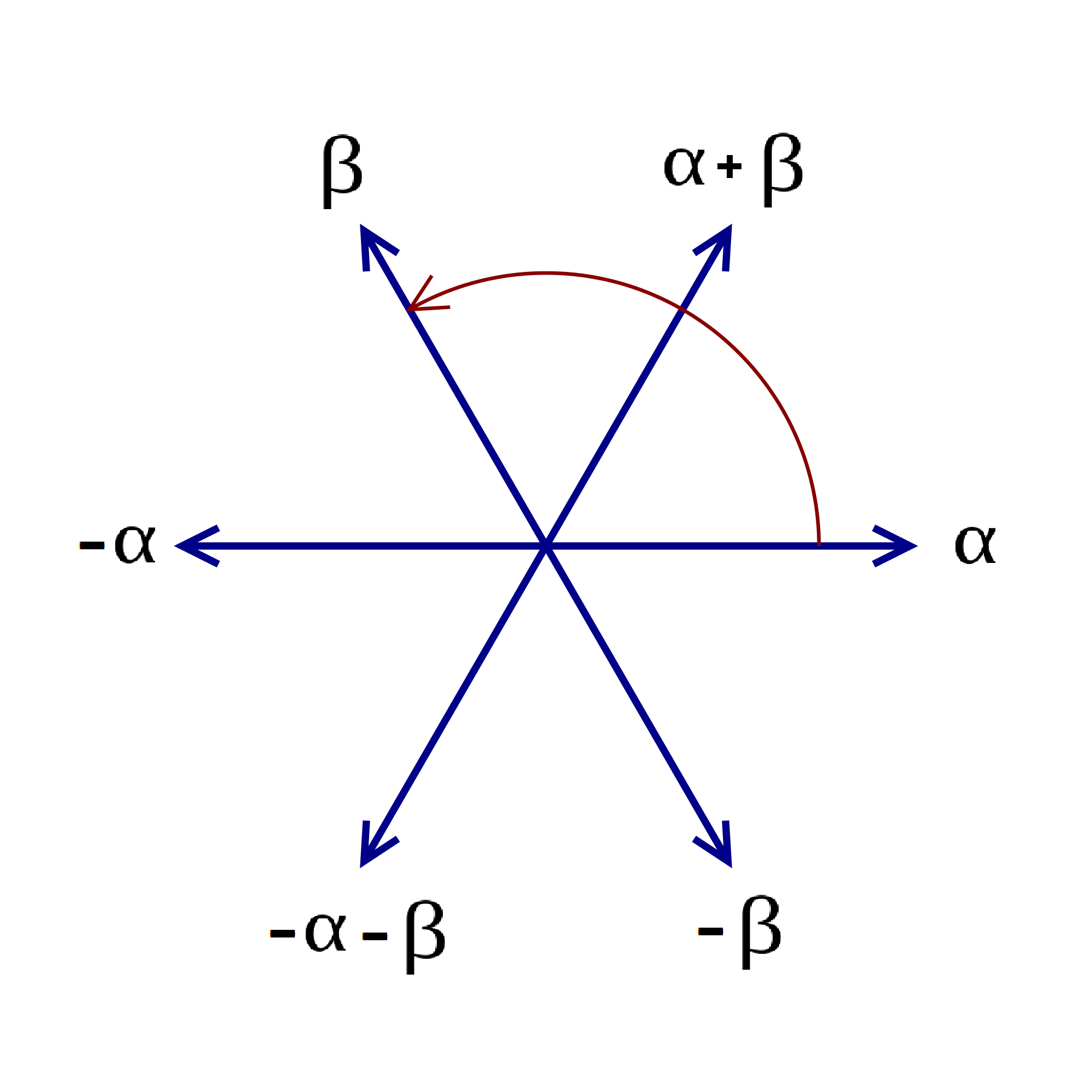
I sei vettori del sistema di radici di A_{2}.

Come primo esempio, si considerino i sei vettori nello spazio euclideo bidimensionale, R2, (in figura) chiamati radici. Questi vettori coprono l'intero spazio. Se si considera la linea perpendicolare a una radice qualsiasi β, allora la riflessione di R2 in quella linea manda ogni altra radice α, a un'altra radice. Inoltre, la radice a cui viene mandata è uguale a α + nβ, dove n è un numero intero (in questo caso, n è uguale a 1). Questi sei vettori soddisfano la seguente definizione, e quindi formano un sistema di radici; questo è noto come A2.

### Definizione
Sia E uno spazio vettoriale euclideo di dimensione finita, con il prodotto scalare euclideo standard indicato con {\displaystyle (\cdot ,\cdot )}. Un sistema di radici {\displaystyle \Phi } in E è un insieme finito di vettori non nulli (detti radici) che soddisfano le seguenti condizioni:
1. Le radici generano E.
2. Gli unici multipli scalari di una radice {\displaystyle \alpha \in \Phi } che appartengono a {\displaystyle \Phi } sono {\displaystyle \alpha } stesso e {\displaystyle -\alpha }.
3. Per ogni radice {\displaystyle \alpha \in \Phi }, il set {\displaystyle \Phi } è chiuso per riflessione attraverso l'iperpiano perpendicolare a {\displaystyle \alpha }.
4. (Integralità) Se {\displaystyle \alpha } e {\displaystyle \beta } sono radici in {\displaystyle \Phi }, quindi la proiezione di {\displaystyle \beta } sulla linea attraverso {\displaystyle \alpha } è un multiplo intero o semiintero di {\displaystyle \alpha }.

Un modo equivalente di scrivere le condizioni 3 e 4 è il seguente:
1. Per due radici qualsiasi {\displaystyle \alpha ,\beta \in \Phi }, l'insieme {\displaystyle \Phi } contiene l'elemento {\displaystyle \sigma _{\alpha }(\beta ):=\beta -2{\tfrac {(\alpha ,\beta )}{(\alpha ,\alpha )}}\alpha .}
2. Per due radici qualsiasi {\displaystyle \alpha ,\beta \in \Phi }, il numero {\displaystyle \langle \beta ,\alpha \rangle :=2{\tfrac {(\alpha ,\beta )}{(\alpha ,\alpha )}}} è un numero intero.

Alcuni autori includono solo le prime tre condizioni nella definizione di un sistema di radici. In questo contesto, un sistema di radici che soddisfa anche la condizione di integralità è detto cristallografico. Altri autori omettono la condizione 2 e quindi definiscono ridotti i sistemi di radici che soddisfano la condizione 2. In questa voce, si presume che tutti i sistemi di radici siano ridotti e cristallografici.
In vista della proprietà 3, la condizione di completezza equivale ad affermare che β e la sua riflessione {\displaystyle \sigma _{\alpha }(\beta )} differiscano di un multiplo intero di a. Si noti che l'operatore
{\displaystyle \langle \cdot ,\cdot \rangle \colon \Phi \times \Phi \to \mathbb {Z} }
definito dalla proprietà 4 non è un prodotto scalare: non è necessariamente simmetrico ed è lineare solo nel primo argomento.
| Root system A1 + A1                                 | Root system D2                          |
| Sistema di radici {\displaystyle A_{1}\times A_{1}} | Sistema di radici {\displaystyle D_{2}} |
| Root system A2                                      | Root system G2                          |
| Sistema di radici {\displaystyle A_{2}}             | Sistema di radici {\displaystyle G_{2}} |
| Root system B2                                      | Root system C2                          |
| Sistema di radici {\displaystyle B_{2}}             | Sistema di radici {\displaystyle C_{2}} |

Il rango di un sistema di radici è la dimensione di E. Due sistemi di radici possono essere combinati considerando gli spazi euclidei che generano come sottospazi mutuamente ortogonali di uno spazio euclideo comune. Un sistema di radici che non deriva da una tale combinazione, come i sistemi A2, B2 e G2 raffigurati a destra, è detto irriducibile.
Due sistemi di radici {\displaystyle (E_{1},\Phi _{1})} e {\displaystyle (E_{2},\Phi _{2})} sono detti isomorfi se esiste una trasformazione lineare invertibile {\displaystyle E_{1}\to E_{2}}E1 → E2 tale che manda {\displaystyle \Phi _{1}\to \Phi _{2}} in modo tale che per ogni coppia di radici, il numero {\displaystyle \langle x,y\rangle } è conservato.

### Gruppo di Weyl
Il gruppo delle isometrie di E generato dalle riflessioni attraverso iperpiani associati alle radici di {\displaystyle \Phi } è chiamato il gruppo di Weyl di {\displaystyle \Phi }. Poiché agisce in modo fedele sull'insieme finito {\displaystyle \Phi }, il gruppo di Weyl è sempre finito. I piani di riflessione sono gli iperpiani perpendicolari alle radici, che sono indicati con linee tratteggiate nella figura del sistema di radici di {\displaystyle A_{2}}. Il gruppo di Weyl è il gruppo di simmetria di un triangolo equilatero, che ha sei elementi. In questo caso, il gruppo di Weyl non è l'intero gruppo di simmetria del sistema di radici (ad esempio, una rotazione di 60 gradi è una simmetria del sistema di radici ma non è un elemento del gruppo di Weyl).

### Esempi di rango 1
Nel caso di rango 1, esiste un solo sistema di radici, ed è costituito da due vettori non nulli {\displaystyle \{\alpha ,-\alpha \}}. Questo sistema di radici è chiamato {\displaystyle A_{1}}.

### Esempi di rango 2
Nel caso di rango 2 ci sono quattro possibilità, corrispondenti a {\displaystyle \sigma _{\alpha }(\beta )=\beta +n\alpha }, dove {\displaystyle n=0,1,2,3}. La figura a destra mostra queste possibilità, ma con alcune ridondanze: {\displaystyle A_{1}\times A_{1}} è isomorfo a {\displaystyle D_{2}} e {\displaystyle B_{2}} è isomorfo a {\displaystyle C_{2}}.
Nota che un sistema di radici non è determinato dal reticolo che genera: {\displaystyle A_{1}\times A_{1}} e {\displaystyle B_{2}} entrambi generano un reticolo quadrato mentre {\displaystyle A_{2}} e {\displaystyle G_{2}} generare un reticolo esagonale, solo due dei cinque possibili tipi di reticolo in due dimensioni.
Ogni volta che {\displaystyle \Phi } è un sistema di radici in E, e S è un sottospazio di E generato da {\displaystyle \Psi =\Phi \cap S}, allora {\displaystyle \Psi } è un sistema di radici in {\displaystyle S}. Pertanto, l'elenco esaustivo di quattro sistemi di radici di rango 2 mostra le possibilità geometriche per due radici qualsiasi scelte da un sistema di radici di rango arbitrario. In particolare, due di queste radici devono incontrarsi con un angolo di 0, 30, 45, 60, 90, 120, 135, 150 o 180 gradi.

### Sistemi di radici derivanti da algebre di Lie semisemplici
Se {\displaystyle {\mathfrak {g}}} è un'algebra di Lie semisemplice complessa e {\displaystyle {\mathfrak {h}}} è una sottoalgebra di Cartan, è possibile costruire un sistema di radici come segue. Una {\displaystyle \alpha \in {\mathfrak {h}}^{*}} è detta radice di {\displaystyle {\mathfrak {g}}} relativa a {\displaystyle {\mathfrak {h}}} se {\displaystyle \alpha \neq 0} ed esiste un qualche {\displaystyle X\neq 0\in {\mathfrak {g}}} tale che {\displaystyle [H,X]=\alpha (H)X} per tutti gli {\displaystyle H\in {\mathfrak {h}}}. Si può mostrare che esiste un prodotto interno per il quale l'insieme delle radici forma un sistema di radici. Il sistema di radici di {\displaystyle {\mathfrak {g}}} è uno strumento fondamentale per analizzare la struttura di {\displaystyle {\mathfrak {g}}} e classificare le sue rappresentazioni. (Vedi la sezione seguente sui sistemi di radici e la teoria di Lie.)

## Conseguenze elementari degli assiomi del sistema di radici
Il coseno dell'angolo tra due radici è vincolato a essere metà della radice quadrata di un intero positivo. Questo è perché {\displaystyle \langle \beta ,\alpha \rangle } e {\displaystyle \langle \alpha ,\beta \rangle } sono entrambi interi, per ipotesi, e
{\displaystyle {\begin{aligned}\langle \beta ,\alpha \rangle \langle \alpha ,\beta \rangle &=2{\frac {(\alpha ,\beta )}{(\alpha ,\alpha )}}\cdot 2{\frac {(\alpha ,\beta )}{(\beta ,\beta )}}\\&=4{\frac {(\alpha ,\beta )^{2}}{\vert \alpha \vert ^{2}\vert \beta \vert ^{2}}}\\&=4\cos ^{2}(\theta )=(2\cos(\theta ))^{2}\in \mathbb {Z} .\end{aligned}}}
Siccome {\displaystyle 2\cos(\theta )\in [-2,2]}, gli unici valori possibili per {\displaystyle \cos(\theta )} sono {\displaystyle 0,\pm {\tfrac {1}{2}},\pm {\tfrac {\sqrt {2}}{2}},\pm {\tfrac {\sqrt {3}}{2}}} e {\displaystyle \pm {\tfrac {\sqrt {4}}{2}}=\pm 1}, corrispondenti ad angoli di 90°, 60° o 120°, 45° o 135°, 30° o 150° e 0° o 180°. La condizione 2 dice che nessun multiplo scalare di α diverso da 1 e −1 può essere radice, quindi 0 o 180°, che corrisponderebbero a 2 α o -2 α, sono esclusi. Il diagramma a destra mostra che un angolo di 60° o 120° corrisponde a radici di uguale lunghezza, mentre un angolo di 45° o 135° corrisponde a un rapporto di lunghezza di {\displaystyle {\sqrt {2}}} e un angolo di 30° o 150° corrisponde a un rapporto di lunghezza di {\displaystyle {\sqrt {3}}}.
In sintesi, ecco le uniche possibilità per ogni coppia di radici.
- Angolo di 90 gradi; in tal caso, il rapporto di lunghezza è indeterminato.
- Angolo di 60 o 120 gradi, con un rapporto di lunghezza di {\displaystyle 1}.
- Angolo di 45 o 135 gradi, con un rapporto di lunghezza di {\displaystyle {\sqrt {2}}}.
- Angolo di 30 o 150 gradi, con un rapporto di lunghezza di {\displaystyle {\sqrt {3}}}.

## Radici positive e radici semplici

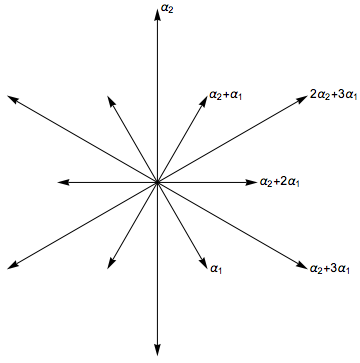
Le radici etichettate sono un insieme di radici positive per apparato radicale, con e essendo le semplici radici

Dato un sistema di radici {\displaystyle \Phi } è sempre possibile scegliere (in molti modi e in maniera relativamente arbitraria) un insieme di radici positive. Questo è un sottoinsieme {\displaystyle \Phi ^{+}} di {\displaystyle \Phi } tale che
- Per ogni radice {\displaystyle \alpha \in \Phi } esattamente una delle radici {\displaystyle \alpha }, {\displaystyle -\alpha } è contenuta in {\displaystyle \Phi ^{+}}.
- Per qualsiasi due radici distinte {\displaystyle \alpha ,\beta \in \Phi ^{+}} tale che {\displaystyle \alpha +\beta } è una radice, {\displaystyle \alpha +\beta \in \Phi ^{+}}.

Dato un insieme di radici positive {\displaystyle \Phi ^{+}}, gli elementi di {\displaystyle -\Phi ^{+}} sono chiamati radici negative. Per costruire un insieme di radici positive si può scegliere un iperpiano {\displaystyle V} che non contiene alcuna radice e fissare {\displaystyle \Phi ^{+}} come l'insieme di tutte le radici che giacciono su un lato fisso di {\displaystyle V}. Inoltre, ogni insieme di radici positive nasce in questo modo.
Un elemento di {\displaystyle \Phi ^{+}} si dice radice semplice se non può essere scritta come somma di due elementi di {\displaystyle \Phi ^{+}}. (L'insieme delle radici semplici è inoltre una base per {\displaystyle \Phi }. ) L'insieme {\displaystyle \Delta } delle radici semplici è una base di {\displaystyle E} con le seguenti proprietà speciali aggiuntive:
- ogni radice {\displaystyle \alpha \in \Phi } è una combinazione lineare di elementi di {\displaystyle \Delta } con coefficienti interi.
- Per ciascuna {\displaystyle \alpha \in \Phi }, i coefficienti del punto precedente sono o tutti non negativi o tutti non positivi.

Per ogni sistema di radici {\displaystyle \Phi } ci sono molte scelte differenti dell'insieme delle radici positive o, equivalentemente, delle radici semplici, ma due qualsiasi insiemi di radici positive differiscono per l'azione del gruppo di Weyl.

## Classificazione dei sistemi di radici tramite diagrammi di Dynkin

Immagine di tutti i diagrammi Dynkin connessi

Un sistema di radici è detto irriducibile se non può essere separato nell'unione di due sottoinsiemi propri {\displaystyle \Phi =\Phi _{1}\cup \Phi _{2}}, tali che {\displaystyle (\alpha ,\beta )=0} per ogni  {\displaystyle \alpha \in \Phi _{1}} e {\displaystyle \beta \in \Phi _{2}}.
I sistemi di radici irriducibili corrispondono a certi grafi, chiamati diagrammi di Dynkin da Evgenij Dynkin. La classificazione di questi grafi è una semplice questione di combinatoria e induce una classificazione di sistemi di radici irriducibili.

### Costruire il diagramma di Dynkin
Dato un sistema di radici, si seleziona un insieme Δ di radici semplici. I vertici del diagramma di Dynkin associato corrispondono alle radici in Δ. Le linee sono disegnate tra i vertici come segue, secondo gli angoli. (l'angolo tra le radici semplici è sempre di almeno 90 gradi.)
- Nessuna linea se i vettori sono ortogonali,
- Una linea singola non orientata se formano un angolo di 120 gradi,
- Una linea doppia orientata se formano un angolo di 135 gradi, e
- Una linea tripla orientata se formano un angolo di 150 gradi.

Il termine "linea orientata" significa che le linee doppie e triple sono contrassegnate da una freccia che punta verso il vettore più corto.
Si noti che dalle proprietà elementari delle radici sopra indicate, le regole per la creazione del diagramma di Dynkin possono anche essere descritte come segue. Nessuna linea se le radici sono ortogonali; per le radici non ortogonali, una linea singola, doppia o tripla a seconda che il rapporto di lunghezza tra il più lungo e il più corto sia 1, {\displaystyle {\sqrt {2}}}, {\displaystyle {\sqrt {3}}}. Nel caso del sistema di radici di {\displaystyle G_{2}}, ad esempio, ci sono due radici semplici con un angolo di 150 gradi (con un rapporto di lunghezza di {\displaystyle {\sqrt {3}}}). Il diagramma di Dynkin ha quindi due vertici uniti da una linea tripla, con una freccia che punta dal vertice associato alla radice più lunga all'altro vertice.

### Classificazione dei sistemi di radici
Sebbene un dato sistema di radici abbia più di un insieme di radici semplici possibile, il gruppo di Weyl agisce in modo transitivo su tali scelte. Di conseguenza, il diagramma di Dynkin è indipendente dalla scelta delle radici semplici; è determinato dal sistema di radici stesso. Viceversa, dati due sistemi di radici con lo stesso diagramma di Dynkin, si possono abbinare le radici, iniziando dalle radici nella base, e mostrare che i sistemi sono in effetti gli stessi.
Quindi il problema della classificazione degli apparati radicali si riduce al problema della classificazione dei possibili diagrammi di Dynkin. Un sistema radicale è irriducibile se e solo se i suoi diagrammi di Dynkin sono connessi.  I possibili schemi collegati sono quelli indicati in figura. I pedici indicano il numero di vertici nel diagramma (e quindi il rango del corrispondente sistema radice irriducibile).

## Proprietà dei sistemi di radici irriducibili
I sistemi di radici irriducibili sono denominati in base ai corrispondenti diagrammi di Dynkin connessi. Esistono quattro famiglie infinite (An, Bn, Cn e Dn, chiamate sistemi di radici classici) e cinque casi eccezionali (sistemi di radici eccezionali). Il pedice indica il rango del sistema di radici.
In un apparato radicale irriducibile ci possono essere al massimo due valori per la lunghezza (α, α) 1/2, corrispondente a radici corte e lunghe.